# Ulrike Blank-Peters
Ulrike Blank-Peters (* 17. Juli 1967 als Ulrike Blank) ist eine ehemalige deutsche Triathletin. Sie ist Vizeweltmeisterin Xterra Cross-Triathlon (1998) und Deutsche Meisterin Cross-Triathlon (2001).

## Werdegang
Ulrike Blank kam 1974 zum LC Bingen. 1997 belegte sie bei der Duathlon-Weltmeisterschaft in Spanien den 21. Rang.

### Vizeweltmeisterin Xterra Cross-Triathlon 1998
1998 wurde sie auf Hawaii Xterra-Vizeweltmeisterin im Cross-Triathlon. 1999 startete sie beim Ironman Hawaii (Ironman World Championships) und sie belegte in Kona den 17. Rang (3,86 km Schwimmen, 180,2 km Radfahren und 42,195 km Laufen). Damit konnte sie in diesem Jahr auch die Kombinationswertung von Xterra World Championship und Ironman Hawaii gewinnen.

### Deutsche Meisterin Cross-Triathlon 2001
2001 wurde sie beim „Allgäu Cross TriLenium“ in Immenstadt Deutsche Meisterin Cross-Triathlon.
Ulrike Blank-Peters kehrte nach Abschluss ihrer Triathlon-Profikarriere im Jahre 2002 nach Bingen zurück, gründete die Triathlongruppe des LC Bingen und trainierte diese Gruppe bis 2014.

## Sportliche Erfolge
| Datum/Jahr    | Rang | Wettbewerb                                          | Austragungsort   | Zeit     | Bemerkung                                                                                              |
| ------------- | ---- | --------------------------------------------------- | ---------------- | -------- | --- |
| 31. Juli 2010 | 3    | Allgäu Triathlon                                    | Immenstadt       | 05:01:34 | Mitteldistanz (2 km Schwimmen, 80 km Radfahren und 20 km Laufen)                                       |
| 23. Juli 2005 | 3    | Allgäu Triathlon                                    | Immenstadt       |          | Mitteldistanz                                                                                          |
| 18. Juli 2004 | 1    | Allgäu Triathlon                                    | Immenstadt       |          | Mitteldistanz                                                                                          |
| 20. Juli 2003 | 2    | Allgäu Triathlon                                    | Immenstadt       |          | Mitteldistanz                                                                                          |
| 2003          | 1    | Edersee Triathlon                                   | Waldeck          |          | Siegerin auf der olympischen Distanz (1,5 km Schwimmen, 42 km Radfahren und 10 km Laufen)              |
| 2000          | 1    | Siegerland-Cup                                      | Buschhütten      |          | |
| 24. Juli 1999 | 1    | Allgäu Triathlon                                    | Immenstadt       |          | Mitteldistanz                                                                                          |
| 4. Juli 1998  | 33   | ETU Short Distance Triathlon European Championships | Velden           | 02:14:03 | Triathlon-Europameisterschaft auf der Kurzdistanz (1,5 km Schwimmen, 40 km Radfahren und 10 km Laufen) |
| 1998          | 3    | Wildflower Triathlon                                | Lake San Antonio |          | hinter der Kanadierin Heather Fuhr                                                                     |
| 1998          | 1    | Allgäu Lady                                         | Immenstadt       |          | Siegerin auf der Kurzdistanz                                                                           |
| 1997          | 1    | Allgäu Lady                                         | Immenstadt       |          | |

| Datum/Jahr    | Rang | Wettbewerb     | Austragungsort | Zeit     | Bemerkung |
| ------------- | ---- | -------------- | -------------- | -------- | --------- |
| 31. Okt. 1999 | 17   | Ironman Hawaii | Hawaii         | 09:58:16 |           |

| Datum/Jahr    | Rang | Wettbewerb                                 | Austragungsort | Zeit     | Bemerkung                                                                                         |
| ------------- | ---- | ------------------------------------------ | -------------- | -------- | ------------------------------------------------------------------------------------------------- |
| 15. Aug. 2009 | 3    | DTU Deutsche Meisterschaft Cross-Triathlon | Olbersdorf     |          | beim Xterra Germany                                                                               |
| 18. Aug. 2007 | 3    | DTU Deutsche Meisterschaft Cross-Triathlon | Olbersdorf     |          | bei der O-See-Challenge                                                                           |
| 18. Aug. 2001 | 1    | DTU Deutsche Meisterschaft Cross-Triathlon | Immenstadt     |          | Deutsche Meisterin Cross-Triathlon beim Allgäu Cross TriLenium                                    |
| 22. Okt. 2000 | 3    | Xterra Triathlon World Championships       | Maui           | 03:17:32 | [ 2 ]                                                                                             |
| 11. Okt. 1998 | 2    | Xterra Triathlon World Championships       | Maui           |          | Vizeweltmeisterin im Cross-Triathlon (1,5 km Schwimmen, 32 km Mountainbike und 12 km Geländelauf) |

| Datum/Jahr    | Rang | Wettbewerb                                      | Austragungsort | Zeit     | Bemerkung                  |
| ------------- | ---- | ----------------------------------------------- | -------------- | -------- | -------------------------- |
| 14. Sep. 1997 | 21   | ITU Short Distance Duathlon World Championships | Gernica        | 02:13:16 | Duathlon-Weltmeisterschaft |